# Pristoceraea angustata
Pristoceraea angustata là một loài bướm đêm trong họ Noctuidae.